# آمنحتپ دوم
آمنحتپ دوم (پادشاهی ۱۴۲۷–۱۴۰۱ یا ۱۴۲۷–۱۳۹۷ پیش از میلاد) هفتمین فرعون از دودمان هجدهم مصر باستان بود.
او پادشاهی پهناوری را از پدرش توتمس سوم به ارث برد و آن را نگاه داشت. او چند لشکرکشی کوچک به سوریه داشت. روی‌هم‌رفته او کمتر از پدرش جنگید. او به دشمنی میان مصر و میتانی-دولتی که سرگرم پیشروی در سوریه بود- پایان داد. نام همسران وی در تاریخ ثبت نشده‌است. او نیز مانند پدرش فرعون جنگجویی بود و با شدت به سرکوبی قیام حاکمان سوریه پرداخت و هفت تن از آنان را به مصر آورد و ۶ تن از آن‌ها را مقابل مجسمهٔ خدای آمون قربانی کرد.
مومیایی وی در مارس ۱۹۸۹ به دست ویکتور لوره باستانشناس فرانسوی در دره پادشاهان یافته شد. آمنحتپ دوم در پی بیماری سرطان مغز در گذشت.